# Sven Björk (kyrkosångare)
Sven Emil Björk, ursprungligen Johansson, född 15 oktober 1916 i Ålesund i Norge, död 27 april 1980, var en svensk-amerikansk kyrkosångare (tenor).
Han bodde i unga år i Kramfors, Kumla och Nässjö. Han arbetade på mejeri och bageri innan han helt kunde satsa på musiken. Sven Björk studerade sång för John Forsell, Frey Lindblad och Joseph Hislop. Han spelade in ett stort antal grammofonskivor med bland andra Einar Ekberg, Göran Stenlund och KFUM-kören. År 1948 blev han solist i Filadelfiakyrkan i Stockholm då Einar Ekberg flyttade till USA, men tre år senare utvandrade också Sven Björk dit och efterträddes av Göran Stenlund. Björk gjorde många radioprogram med KFUM-kören, men anlitades också som solist av andra körer. I USA fortsatte framgångarna och han fick anställning som solist i den Amerikanska Pingströrelsen Assemblies of Gods kyrka i Denver, Colorado. Till Sverige återkom han emellanåt och turnerade tillsammans med dottern Celia.
Han gifte sig 1938 med Märta Linnea Vidström (född 1918) och fick döttrarna Märta Lorita (född 1942) och Celia Linnea (född 1946). År 1951 flyttade familjen till USA.

## Diskografi i urval

### Med känt utgivningsår
- 1941 – Löftesstjärnor
- 1945 – O, huru jag längtar se staden
- 1946 – When they ring the golden bells
- 1946 – O, kärlek underbar
- 1946 – Gamla kämpar
- 1946 – O, sälla
- 1947 – Under rönn och syren
- 1947 – Varför bekymmer
- 1947 – Hemlängtan
- 1949 – Jag har hört om en stad
- 1949 – Helig, helig, är änglaskarans sång
- 1950 – Säterjäntans söndag
- 1950 – En främling från Galileen
- 1951 – Oh, what a day!
- 1951 – O, fröjd utan like
- 1951 – Härlig är jorden
- 1952 – Palmerna
- 1952 – Gud är trofast
- 1952 – Det är så underbart, det namnet Jesus
- 1953 – Bed
- 1954 – The holy city
- 1957 – Jesus händer och mina
- 1957 – Bortom de mörknande stigar
- 1957 – Jag har hört om en stad ovan molnen
- 1958 – Palmerna
- 1958 – Den heliga staden
- 1959 – En främling från Galileen
- 1960 – O, hur jag längtar se staden
- 1961 – Drömmen om himlen
- 1961 – Gud är trofast
- 1966 – Sven Björk sjunger med dottern Celia
- 1967 – Bortom berg och mörka vatten
- 1967 – En jubelton vid Golgata bröt fram
- 1967 – Fast osynlig Herren vandrar
- 1967 – I min själ jag hör en melodi
- 1969 – Jag har hört om en stad ovan molnen
- 1969 – Psalmer, lovsånger och andliga visor
- 1970 – Närmare Gud till Dig

### Med okänt utgivningsår
- Skall det bli några stjärnor
- Jag har hört om en stad ovan molnen
- Är du Guds son?
- O, vilken dag
- Indiansång
- Inntil den dag
- Davids 32 psalm
- O, vilken dag
- Städse på Sion jag tänker
- Jesu händer och mina
- Tro. Det skall bli frid på vår jord
- Den varma viljan
- I den stilla aftonskymningen
- Löftets stjärnor
- Glöm aldrig bönens timma
- Helig, helig är änglaskarans sång